# ویکتور کرون
ویکتور کرون (به انگلیسی: Victor Crone) (زاده ۳۱ ژانویه ۱۹۹۲) خواننده سوئدی است.
او در مسابقه آواز یوروویژن ۲۰۱۹ نماینده استونی بود.